# USS Blakeley (DD-150)
USS Blakeley (DD–150) là một tàu khu trục thuộc lớp Wickes của Hải quân Hoa Kỳ trong giai đoạn Chiến tranh Thế giới thứ nhất, và đã tiếp tục phục vụ trong Chiến tranh Thế giới thứ hai. Nó là chiếc tàu chiến thứ hai của Hải quân Hoa Kỳ được đặt tên theo Đại tá Hải quân Johnston Blakeley (1781-1814). Được hạ thủy năm 1918, nó đã tuần tra tại vùng bờ Đông Hoa Kỳ trong giai đoạn giữa hai cuộc thế chiến. Được cho xuất biên chế và bỏ không trong nhiều năm, nó quay trở lại phục vụ vào đầu Thế Chiến II, làm nhiệm vụ hộ tống các đoàn tàu vận tải tại vùng biển Caribe. Đang khi tuần tra vào ngày 25 tháng 5 năm 1942, nó trúng một quả ngư lôi phóng từ tàu ngầm Đức U-156, làm vỡ ra một đoạn 60 foot (18 m) phần mũi tàu. Sau khi được sửa chữa tạm, nó đi đến Xưởng hải quân Philadelphia để được gắn phần mũi của chiếc tàu chị em USS Taylor vốn đã ngưng hoạt động. Nó trải qua phần lớn thời gian còn lại của chiến tranh hộ tống các đoàn tàu vận tải cho đến khi chiến tranh kết thúc, và bị bán để tháo dỡ vào năm 1945.

## Thiết kế và chế tạo
Blakeley là một trong số 111 chiếc tàu khu trục thuộc lớp Wickes được Hải quân Hoa Kỳ chế tạo từ năm 1917 đến năm 1919. Nó cùng với 20 tàu chị em được chế tạo tại xưởng đóng tàu của hãng William Cramp and Sons ở Philadelphia, Pennsylvania, theo những đặc tính kỹ thuật và bản vẽ chi tiết do Bath Iron Works thiết kế.
Nó có trọng lượng choán nước tiêu chuẩn 1.213 tấn (1.194 tấn Anh; 1.337 tấn Mỹ), chiều dài chung 314 foot 5 inch (95,83 m), mạn thuyền rộng 31 foot 8 inch (9,65 m) và mớn nước sâu 9 foot 4 inch (2,84 m). Khi chạy thử máy, Blakeley đạt được tốc độ tối đa 35 kn (65 km/h). Nó được trang bị bốn khẩu pháo 4 in (100 mm)/50 caliber, hai khẩu 3 in (76 mm)/23 caliber và mười hai ống phóng ngư lôi ngư lôi 21 in (530 mm). Thành phần thủy thủ đoàn bao gồm 122 sĩ quan và thủy thủ. Con tàu được vận hành bởi hai turbine hơi nước Curtis và bốn nồi hơi Yarrow.
Chi tiết về tính năng thể hiện của Blakeley không được biết rõ, nhưng nó nằm trong nhóm tàu khu trục lớp Wickes được gọi không chính thức là "Kiểu Liberty" để phân biệt với nhóm được chế tạo dựa trên bản vẽ chi tiết do hãng Bethlehem thiết kế, vốn sử dụng turbine Parsons hay Westinghouse. Những chiếc nhóm Liberty bị xuống cấp nhanh chóng trong phục vụ, và cho đến năm 1929 tất cả 60 chiếc trong nhóm này được Hải quân cho nghỉ hưu. Đặc tính thể hiện thực sự của các con tàu này thấp hơn nhiều so với tính năng được kỳ vọng, đặc biệt là khía cạnh hiệu suất nhiên liệu, khi hầu hết chỉ đi được 2.300 nmi (4.300 km) ở tốc độ 15 kn (28 km/h) thay vì 3.100 nmi (5.700 km) ở 20 kn (37 km/h) theo thiết kế tiêu chuẩn. Lớp cũng gặp vấn đề khi bẻ lái và trọng lượng.
Blakeley được đặt lườn vào ngày 26 tháng 3 năm 1918. Nó được hạ thủy vào ngày 19 tháng 9 năm 1918, được đỡ đầu bởi bà Charles Adams Blakeley, và được đưa ra hoạt động vào ngày 8 tháng 5 năm 1919 dưới quyền chỉ huy của Hạm trưởng, Trung tá Hải quân W. Brown, Jr.. Nó là chiếc tàu chiến thứ hai được đặt tên theo Đại tá Blakeley, sau chiếc tàu phóng lôi USS Blakely (TB-27) nhập biên chế năm 1904. Chiếc thứ ba của Hải quân Hoa Kỳ mang tên này là USS Blakely (FF-1072), một tàu frigate thuộc lớp Knox, vốn còn được đặt nhằm vinh danh cả Johnston Blakeley lẫn Phó đô đốc Charles Adams Blakely (1879-1950).

## Lịch sử hoạt động
Gia nhập Hạm đội Đại Tây Dương, Blakeley làm nhiệm vụ tuần tra dọc theo bờ Đông Hoa Kỳ cho đến khi được xuất biên chế vào ngày 29 tháng 6 năm 1922, và neo đậu cùng Hạm đội dự bị tại Philadelphia. Nó nhập biên chế trở lại từ năm 1932 đến năm 1937 để phục vụ cùng Hạm đội Tuần tiễu, rồi lại được cho xuất biên chế tại Philadelphia. Ngân sách quân sự cắt giảm là lý do chính của các giai đoạn không hoạt động này, vì Hải quân không có đủ kinh phí hay nhân lực để duy trì một số tàu chiến, trong đó có Blakeley.
Nó nhập biên chế trở lại vào ngày 16 tháng 10 năm 1939, và làm nhiệm vụ Tuần tra Trung lập cho đến khi Đế quốc Nhật Bản tấn công Trân Châu Cảng thúc đẩy Hoa Kỳ tham gia Chiến tranh Thế giới thứ hai. Nó bắt đầu làm nhiệm vụ hộ tống đoàn tàu vận tải tại vùng biển Caribe, bao gồm một nhiệm vụ vào tháng 2 năm 1942 bảo vệ một đoàn tàu chuyển quân đến trú đóng tại Curaçao ở Tây Ấn thuộc Hà Lan.

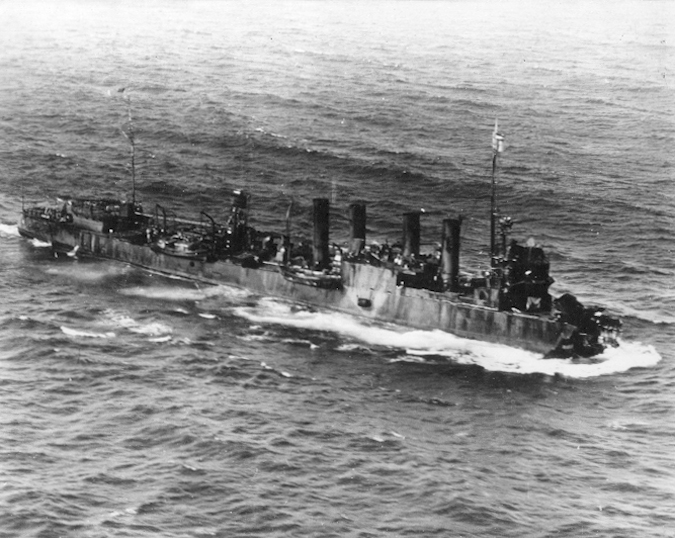
USS Blakeley hư hại nặng sau khi bị U-156 tấn công

Vào ngày 25 tháng 5 năm 1942, Blakeley tuần tra ngoài khơi Martinique cùng với tàu chị em USS Ellis, khám xét các tàu bè đi đến đề phòng các hoạt động của phe Vichy Pháp. Lúc 08 giờ 30 phút, nó đổi hướng để đuổi theo một tín hiệu mục tiêu dò được bằng sonar. Không tìm thấy gì tại chỗ, thủy thủ đoàn cho rằng tín hiệu là do một bầy cá vược đen. Khi con tàu đang trên đường quay trở lại hướng cũ, nó bị đánh trúng một quả ngư lôi phóng từ một tàu ngầm U-boat Đức U-156 dưới quyền chỉ huy của Werner Hartenstein vốn đã không bị phát hiện. Quả ngư lôi đã đánh trúng giữa các khoang 18 và 24 ở khoảng 4 foot (1,2 m) bên dưới mực nước, áp lực của vụ nổ làm thủng một lỗ 60 foot (18 m) phía trước mũi và sàn tàu trước. Sau nhiều phút, thủy thủ đoàn xác định họ vẫn có thể điều khiển được con tàu, kiểm soát và xoay xở đưa nó quay trở về Fort-de-France; con tàu bẻ lái bằng cách kết hợp điều khiển bánh lái và thay đổi tốc độ của trục chân vịt, và bốn giờ sau vụ tấn công, nó thả neo tại Fort-de-France. Sáu người đã thiệt mạng và 21 người bị thương trong vụ tấn công. Hartstein đánh điện về Bộ chỉ huy lực lượng U-boat ở Lorient xin phép để kết liễu Blakeley, nhưng yêu cầu bị từ chối. Các tàu khu trục Breckinridge, Greer, Tarbell và hai thủy phi cơ PBY Catalina thuộc Liên đội VP-53 đã trợ giúp cho Blakeley.
Ở Fort-de-France, nó được gắn một vách ngăn gỗ che phủ khu vực bị quả ngư lôi thổi tung, cùng một quả neo tạm làm từ trục và hộp số xe tải. Sau đó Blakeley lên đường đi bằng chính động lực của nó đến San Juan, Puerto Rico, nơi một mũi tàu giả bằng thép được lắp đặt. Từ đây, nó đi đến Xưởng hải quân Philadelphia để được sửa chữa vĩnh viễn. Vào giữa năm 1942, Blakeley được thay thế bằng phần phía trước của con tàu chị em Taylor đã ngừng hoạt động. Nó cũng được trang bị vũ khí và hệ thống điện tử mới, bao gồm việc nâng cấp radar. Công việc sửa chữa hoàn tất vào tháng 9 năm 1942, và tiếp nối nhiệm vụ hộ tống vận tải tại vùng biển Caribe.
Blakeley trải qua phần lớn thời gian còn lại của chiến tranh làm nhiệm vụ hộ tống vận tải tại vùng biển Caribe, ngoại trừ hai đợt bố trí ngắn đến Đại Tây Dương: từ ngày 1 tháng 1 đến ngày 23 tháng 2 năm 1943, nó được điều động vào nhiệm vụ tìm-diệt cùng Đội đặc nhiệm 21.13 ở Bắc Đại Tây Dương, và từ ngày 24 tháng 3 đến ngày 11 tháng 5 năm 1943, nó hộ tống một đoàn tàu vận tải đi Bizerte, Tunisia. Từ ngày 18 tháng 3 đến ngày 13 tháng 6 năm 1945, nó đặt căn cứ tại New London, Connecticut, tham gia huấn luyện tàu ngầm Hoa Kỳ tại eo biển Long Island trong việc lẩn tránh tàu khu trục đối phương.
Sau nhiệm vụ này, Blakeley được cho ngừng hoạt động tại Xưởng hải quân Philadelphia vào ngày 21 tháng 7 năm 1945, và được bán để tháo dỡ vào ngày 30 tháng 11 cùng năm đó.

## Phần thưởng
Blakeley được tặng thưởng một Ngôi sao Chiến trận do thành tích phục vụ trong Thế Chiến II.